# Rezerwaty przyrody w województwie świętokrzyskim

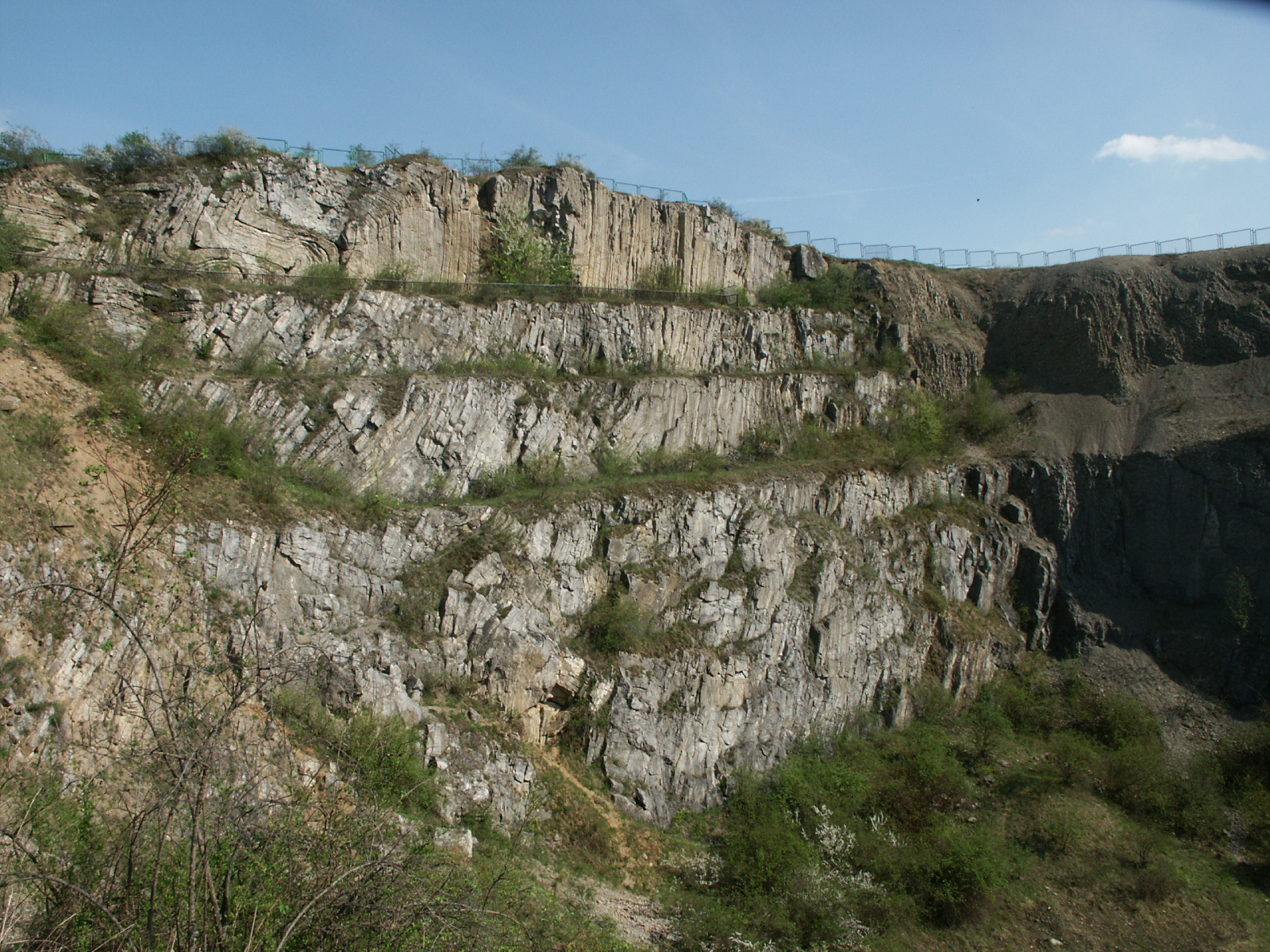
Rezerwat Skalny im. Jana Czarnockiego (Kielce–Ślichowice)

Na terenie województwa świętokrzyskiego znajduje się 77 rezerwatów przyrody  (stan na 24 lutego 2025):
- rezerwat przyrody Barania Góra
- rezerwat przyrody Barcza
- rezerwat przyrody Białe Ługi
- rezerwat przyrody Biesak-Białogon
- rezerwat przyrody Bliżyn-Kopalnia Ludwik
- rezerwat przyrody Bukowa Góra
- rezerwat przyrody Chelosiowa Jama
- rezerwat przyrody Ciechostowice
- rezerwat przyrody Cisów im. prof. Z. Czubińskiego
- rezerwat przyrody Dalejów
- rezerwat przyrody Dziki Staw
- rezerwat przyrody Ewelinów
- rezerwat przyrody Gagaty Sołtykowskie
- rezerwat przyrody Gaj
- rezerwat przyrody Grabowiec
- rezerwat przyrody Góra Dobrzeszowska
- rezerwat przyrody Góra Jeleniowska
- rezerwat przyrody Góra Miedzianka
- rezerwat przyrody Góra Rzepka
- rezerwat przyrody Góra Sieradowska im. W. Kozłowskiego
- rezerwat przyrody Góra Wierzejska
- rezerwat przyrody Góra Zelejowa
- rezerwat przyrody Góra Żakowa
- rezerwat przyrody Górna Krasna
- rezerwat przyrody Góry Pieprzowe
- rezerwat przyrody Góry Wschodnie
- rezerwat przyrody Jaskinia Raj
- rezerwat przyrody Kadzielnia
- rezerwat przyrody Kamień Michniowski
- rezerwat przyrody Karczówka
- rezerwat przyrody Krzemionki Opatowskie
- rezerwat przyrody Krzyżanowice
- rezerwat przyrody Kręgi Kamienne
- rezerwat przyrody Lisiny Bodzechowskie
- rezerwat przyrody Lubcza
- rezerwat przyrody Ługi
- rezerwat przyrody Małe Gołoborze
- rezerwat przyrody Milechowy
- rezerwat przyrody Moczydło
- rezerwat przyrody Modrzewie
- rezerwat przyrody Murawy Dobromierskie
- rezerwat przyrody Oleszno
- rezerwat przyrody Owczary
- rezerwat przyrody Perzowa Góra
- rezerwat przyrody Pieczyska
- rezerwat przyrody Piekiełko Szkuckie
- rezerwat przyrody Piskorzeniec Wschodni
- rezerwat przyrody Podwale
- rezerwat przyrody Polana Polichno
- rezerwat przyrody Przęślin
- rezerwat przyrody Radomice
- rezerwat skalny im. J. Czarnockiego
- rezerwat przyrody Rosochacz
- rezerwat przyrody Skałki Piekło pod Niekłaniem
- rezerwat przyrody Skały pod Adamowem
- rezerwat przyrody Skały w Krynkach
- rezerwat przyrody Skorocice
- rezerwat przyrody Skotniki Górne
- rezerwat przyrody Skowronno
- rezerwat przyrody Sufraganiec
- rezerwat przyrody Szczytniak
- rezerwat przyrody Słopiec
- rezerwat przyrody Świnia Góra
- rezerwat przyrody Ulów
- rezerwat przyrody Wietrznia im. Z. Rubinowskiego
- rezerwat przyrody Winiary Zagojskie
- rezerwat przyrody Wisła pod Zawichostem
- rezerwat przyrody Wolica
- rezerwat przyrody Wroni Dół
- rezerwat przyrody Wykus
- rezerwat przyrody Wzgórza Sobkowskie
- rezerwat przyrody Wąwóz w Skałach
- rezerwat przyrody Zachełmie
- rezerwat przyrody Zapadnie Doły
- rezerwat przyrody Zamczysko
- rezerwat przyrody Zamczysko Turskie
- rezerwat przyrody Zielonka

## Rezerwaty planowane[2][3]
- rezerwat przyrody Góra Skarbowa
- rezerwat przyrody Uroczysko Tumlińskie (wcześniejsza nazwa Jaworznia)
- rezerwat przyrody Papiernia